# Ainara Osoro Txurruka
Ainara Osoro Txurruka (Placencia de las Armas, Guipúzcoa, 7 de abril de 1987) es una politóloga, socióloga, profesora y política española.

## Biografía
Estudió la licenciatura en ciencias políticas y de la administración en la Universidad del País Vasco. Posteriormente, realizó un master en trabajo y políticas sociales en la Universidad Autónoma de Barcelona (UAB).
Realizó los estudios de doctorado en ciencia política, en la rama de las ciencias de la administración pública, en la Universidad del País Vasco y en la Universidad Bordeaux Montaigne (Francia). Fue investigadora universitaria en el departamento de sociología y trabajo social de la Universidad del País Vasco y en el centro de investigación Sinnergiak Social Innovation Centre (Innobasque). Osoro fue una de las investigadoras que participaron en la creación de la “Guía Europea para la Innovación Social” de la Unión Europea, presentada por la Comisión Europea en la Jornada Europea de Innovación Social. Está especializada en ciencias de la administración pública e innovación de la administración. Es miembro pleno del Colegio de Profesionales de la Ciencia Política y de la Sociología de Cataluña.
También ha trabajado en el ámbito del voluntariado, colaborando con la Fundación Social Emaús. En el año 2012 estuvo viviendo y trabajando en Perú durante casi un año, trabajando en el ámbito social.
Ha vivido en Placencia de las Armas (Guipúzcoa), Barcelona (Cataluña), Francia y Perú (Sudamérica).

## Trayectoria política
En las elecciones municipales de España de 2023 fue candidata a concejala del Ayuntamiento de Placencia de las Armas, por la coalición EH Bildu, con Unai Larreategi como candidato a alcalde de Placencia de las Armas. La coalición consiguió mayoría absoluta de votos y Osoro salió electa concejala.
En la legislatura 2023-2027, Unai Larreategi (EH Bildu) fue elegido alcalde de Placencia de las Armas, sucediendo a Iker Aldazabal (PNV). En esta legislatura Osoro ejerció como encargada y portavoz de igualdad y juventud. Entre sus medidas estuvieron, entre otras, la creación e impulso a la Escuela de Empoderamiento para las Mujeres de Soraluze o el plan integral contra la violencia y las agresiones machistas o los puntos morados de atención a las víctimas.

## Publicaciones

### Investigación (selección)
- Osoro, Ainara (2017). La innovación de la Administración Pública en el Siglo XXI. XIII Congreso. Asociación Española de Ciencia Política y de la Administración (AECPA).[1][23]
- Osoro, Ainara (2014). “Public Sector: Internal and External Approaches to Innovation”. Conferencia Internacional. Masovian Centre of Social Policy. Varsovia (Polonia), 2014.[24][25]
- Osoro, Ainara (2014). El Sector Público: Catalizador para la Innovación Social. SINNERGIAK Social Innovation, UPV-EHU, Innobasque, Escuela Europea de Innovación Social.[3][26]
- Osoro, Ainara (2013). Resindex - Un índice regional para medir la innovación social. Metodología y resultados. SINNERGIAK Social Innovation, UPV-EHU, Innobasque.[27]

### Opinión (selección)
- Osoro, Ainara (2016). "Los precarios de Francia contra la reforma laboral". Pil-pilean Revista de Soraluze • Abril de 2016 • N. 314.[28]